# Růžena Černá
Růžena Černá rozená Cimrhanzlová (8. února 1867 Olomouc – 24. listopadu 1957 Praha) byla česká spisovatelka, autorka kuchařských knih.

## Život
Narodila se 8. února 1867 v Olomouci, kde v té době její otec Tomáš Cimrhanzl působil jako pedagog na německé reálce. Po přesídlení rodiny do Plzně zde absolvovala vyšší dívčí školu a již jako patnáctiletá pomáhala svému otci v jím spravované české knihovně v Plzni, byla členkou a později i členkou výboru Jednoty paní a dívek, a jako dorostenka Sokola veřejně cvičila, což bylo pro dívky z tzv. „lepších rodin“ velice neobvyklé. V roce 1889 uzavřela v Plzni sňatek s gymnaziálním profesorem klasické filologie Vojtěchem Černým a následovala ho do Rychnova nad Kněžnou. Tam se jí podařilo významně pomoci ženám chudých tkalců, které si přivydělávaly pletením a háčkováním, když dokázala vzbudit u jisté vídeňské firmy zájem o toto zboží, takže odbyt i ceny výrobků se zlepšily. V roce 1898 byl profesor Černý přeložen do Kolína, kam přesídlil s celou rodinou. Po úmrtí manžela v roce 1920 se přestěhovala do Prahy. V létě často pobývala ve své vilce v Ratajích nad Sázavou. Na pražské Hanspaulce i v pokročilém věku aktivně působila ve spolku „Hospodářský klub Nad Šárkou“. Zemřela 24. listopadu 1957, dva a půl měsíce před svými 91. narozeninami.

## Veřejná činnost
Po příchodu do Kolína se Růžena Černá stala jednatelkou místního odboru Ústřední matice školské a zavedla každoroční matiční slavnosti a plesy, které byly významným zdrojem příjmů pro české školství. Na tyto slavnosti nacvičila  se školními dětmi staré české tance z okolí Rychnova nad Kněžnou, Opočna a Dobrušky a děti je předváděly v krojích. Dále byla jednatelkou a starostkou dámského pěveckého spolku „Dobromila“, který přivedla k velkému rozkvětu (později byla zvolena jeho čestnou členkou). Jako klavíristka i sopranistka účinkovala na nesčetných dobročinných koncertech a zábavách, a na pravidelných večírcích a přednáškách Literárního spolku.
Když byla v roce 1910 v Praze založena Národohospodářská jednota, stal se Kolín jedním z prvních měst, kde byla zřízena její pobočka a Růžena Černá jako její předsedkyně a jednatelka konala v četných městech přednášky, z nichž nejúspěšnější byla „Význam ženy v národohospodářství“. Přednáška vyšla tiskem a byla rozšířena veškerými pobočkami Jednoty. Heslem „Svoji k svému“ nabádala ke kupování českých výrobků a jako členka širšího výboru Jednoty navrhla otevření jejich stálé výstavy. Ta měla velký úspěch a přispěla tak k založení Pražských vzorkových veletrhů. Ve spolupráci s pozdější známou senátorkou F. Plamínkovou a s dalšími organizovala putovní výstavy vzorků českých výrobků, které byly umisťovány ve výlohách českých obchodníků. Angažovala se i ve prospěch vzájemnosti slovanských národů, pozvala do Kolína slovenského chlapce a penězi získanými sbírkou mu umožnila vystudovat nižší gymnázium. Podobně podporovala i několik jeho následovníků.
Přispívala též do místních časopisů, zejména do Labských proudů seriálem  „Pětilístek“ o  příhodách svých dětí. Pod pseudonymem „Dr.Lapier“ (Rejpal) zde vycházely i její satirické texty a básničky. S úspěchem též hrála v ochotnickém divadle. Při veškeré této veřejné činnosti přivedla na svět sedm dětí, z nichž šest vychovala do dospělosti.

## Odborná činnost
Když ve válce vzrůstala nouze o potraviny a postupně byly k dostání převážně jen mouka z kukuřice a krupice, sepsala návod a recepty na jejich zpracování do brožury Úprava pokrmů z kukuřičné mouky a krupice (Kolín, 1915).  Vydala i brožuru Válečná kuchyně.
Na základě svého spisu Umění šetřiti v domácnosti (A. Neubert, Praha 1924)  byla vyzvána k účasti na založení Skupiny pro organizaci práce v domácnosti při shora uvedené Národohospodářské jednotě. Přednášela v četných hospodyňských spolcích i v rozhlase a přispívala do časopisů Žena a domov, Domov a svět, Hospodyňské listy a dalších. Stala se místostarostkou zmíněné Skupiny a zasloužila se o založení Ústředí československých hospodyň a čsl. ústavu pro zkoušení a známkování náčiní a potřeb pro domácnost. Byla první předsedkyní Ústředí a při audienci u prezidenta T. G. Masaryka mu podala zprávu o činnosti této organizace. Po ukončení svého působení ve funkci předsedkyně byla zvolena čestnou předsedkyní. V roce 1931 o Ústředí dvakrát přednášela v Lublani, což vedlo slovinské aktivistky k založení obdobného spolku „Svaza gospodyň“.
Kromě shora zmíněných ve válce napsaných brožur vydala spisy Umění šetřit v domácnosti (Zemědělské knihkupectví A. Neubert,  Praha 1924), Vánoční stromeček (tamtéž v roce 1925), společně s doc. Ing. Dr. K. Branbergerem Mouka, těsto, chléb (Nákladem Jednoty přátel Masarykovy akademie práce, Praha 1926), Z kuchyní celého světa (Zemědělské knihkupectví A. Neubert, Praha 1927), Kuchařská abeceda (Prometheus, Praha 1930, do roku 1935 tři vydání), Co dnes? (Prometheus, Praha 1936) a Učíme se vařit (Prometheus, Praha 1937). Kniha Dobrá rada nad zlato (Prometheus, 3. vydání Praha 1930) byla v roce 1947 připravena ke čtvrtému vydání, k němuž však po Únoru 1948 již nedošlo.